# Georg Lenk (Schnitzer)
Georg Lenk (* 22. September 1901 in Schneeberg; † 10. Mai 1977) war ein deutscher Holzgestalter im Erzgebirge.

## Leben
Lenk absolvierte eine Lehre als Dreher und arbeitete in seinem Beruf. In seiner Freizeit betätigte er sich als Schnitzer. Er nahm als Soldat der Wehrmacht am Zweiten Weltkrieg teil. Nach der Entlassung aus der Kriegsgefangenschaft arbeitete er von 1949 bis 1953 bei der SDAG Wismut, wo er dreimal als Aktivist ausgezeichnet wurde. In dieser Zeit trat er in die Schnitzgemeinschaft Schlägel und Eisen im Kulturbund der DDR ein, in der er von 1953 bis 1964 als Schnitzmeister wirkte. Gefördert wurde er dabei von Reinhold Langner, der Schnitzlehrgänge in Schneeberg hielt. Langner empfahl Lenk auch als Schnitzmeister im 1953 gegründeten Haus der erzgebirgischen Volkskunst in Schneeberg. Diese Funktion nahm er bis 1962 wahr. Anschließend arbeitete Lenk bis zum Ruhestand im Oktober 1970 als Nachwuchsausbilder an der Fachschule für angewandte Kunst in Schneeberg. 1964 erhielt er die offizielle Berufsbezeichnung Holzgestalter. Seine Werkstatt befand sich in der Langgasse 12.
Lenks Werke waren auf allen wesentlichen Volkskunstausstellungen in der DDR nach 1945 vertreten.

## Werke (Auswahl)
- Weihnachtspyramide mit Bergbauszenen (um 1938, Holz, geschnitzt)[1]
- Bergmann (vor 1952, Holz, geschnitzt)[2]
- Bergmannsschale (1955, Holz, geschnitzt, 58,5 × 21,5 × 3,5 cm; Museum für Sächsische Volkskunst, Dresden)[3]